# Negaïem
Negaïem (Hebreeuws: נגעים, letterlijk plagen of melaatsheid) is het derde traktaat (masechet) van de Orde Tohorot (Seder Tohorot) van de Misjna. Het traktaat telt veertien hoofdstukken.
Tohorot bevat regels inzake de onreinheid ten gevolge van een bijzondere vorm van melaatsheid zoals in Leviticus hoofdstuk 13 en 14 is uiteengezet. De ziekte tastte behalve mensen ook kleding en huizen aan.
Het traktaat komt in de Jeruzalemse noch de Babylonische Talmoed voor.